# Rationale (artista)
Tinashe Fazakerley (nascido em 4 de abril de 1984), atualmente conhecido profissionalmente como Racional, é um cantor e compositor britânico nascido no Zimbábwe, anteriormente conhecido como Tinashé. Ele é conhecido pelo seu soulful R & B e estilo indie pop com influências elétricas. O seu apelido Tinashé era conhecido pelo seu som synth-pop e pelas suas influências africanas.

## Carreira

### Tinashé e hiato cantando (2009–2014)
Em 2010, depois de lançar dois EPs e três singles, Fazakerley lançou o álbum Saved sob o nome artístico de Tinashé, mas teve sucesso limitado.
Ele parou de cantar e tornou-se num compositor e produtor, trabalhando com o produtor Mark Crew, enquanto escrevia canções para o artista de blues Rag'n'Bone Man, entre outros. Ele também escreveu músicas para a versão suíça do show de talentos The Voice.

### Fundamentação (2015 – presente)
Em 2015, ele relançou a sua carreira como Racional, lançando músicas como "Fast Lane" e "Something for Nothing" no SoundCloud e no Spotify. Foi nessas plataformas de streaming que ele ganhou reconhecimento notável, com uma menção de Pharrell Williams no seu programa de rádio Apple Music Beats1, OTHERtone, chamando-o de alguém que "encontrou a beleza na sua voz". A Fast Lane, elevada a No. 2 na sua primeira semana no Spotify Global Viral Chart, alcançou o 1º lugar na Hype Machine, e acumulou mais de 1,3 milhões de visualizações no SoundCloud. O argumento também recebeu elogios de Justin Timberlake e Elton John. Ele se tornou num dos primeiros artistas a assinar com Dan Smith na nova gravadora da Bastille, a Best Laid Plans.
O seu primeiro álbum auto-intitulado foi lançado em 6 de outubro de 2017, sob licença exclusiva da Warner Music UK. Fazakerley é creditado como compositor e produtor no álbum de Katy Perry de 2017, Witness, na música "Act My Age". O seu single "Tethered" é frequentemente coberto por Ellie Goulding em seus shows.